# Pariotrigona klossi
Pariotrigona klossi là một loài Hymenoptera trong họ Apidae. Loài này được Schwarz mô tả khoa học năm 1939.